# Kevin Smith (actor neozelandés)
Kevin Tod Smith (Auckland, Nueva Zelanda; 16 de marzo de 1963-Pekín, China; 15 de febrero de 2002) fue un actor neozelandés, más conocido por interpretar al dios griego de la guerra, Ares, en la serie de televisión Hercules: The Legendary Journeys y en sus dos series derivadas: Xena: la princesa guerrera y El joven Hércules. También fue músico de rock. Falleció el 15 de febrero de 2002 debido a un accidente durante su visita a una película ambientada en China. El 6 de febrero de 2002, a la espera de un coche para regresar a su hotel, después de terminar su trabajo en Warriors of Virtue. The Return to Tao, Smith decidió caminar sobre el plató de cine, se subió a una torre puntal en un conjunto de otra película, perdió el equilibrio y cayó, hiriéndose gravemente en la cabeza. Fue llevado a un hospital en Pekín donde entró en coma y estuvo en terapia intensiva durante diez días, hasta que se le desconectó. Murió el 15 de febrero de 2002, sin recuperar la conciencia.

## Filmografía

### Papeles protagonistas
| Año  | Título                                     | Papel             | Notas                                                                   |
| ---- | ------------------------------------------ | ----------------- | ----------------------------------------------------------------------- |
| 1987 | Gloss                                      | Demian Vermeer    | Serie de televisión                                                     |
| 1991 | Mon Désir                                  |                   |                                                                         |
| 1991 | Away Laughing                              | Varios personajes | Serie de televisión                                                     |
| 1992 | Shortland Street                           | Jed               | Serie de televisión                                                     |
| 1993 | Soluciones desesperadas                    | Lawrence Hayes    |                                                                         |
| 1994 | Kevin Rampenbacker And The Electric Kettle |                   |                                                                         |
| 1994 | Marlin Bay                                 | Paul Cosic        | Serie de televisión                                                     |
| 1994 | Heartland                                  | Shorty Carmichael | Miniserie                                                               |
| 1995 | Hercules: The Legendary Journeys           | Ares/Ificles      | Serie de televisión (1995–1999)                                         |
| 1995 | Xena: la princesa guerrera                 | Ares              | Serie de televisión (1995–2001)                                         |
| 1996 | McLeod's Daughters                         | Rod               | Telefilme                                                               |
| 1998 | Young Hercules                             | Ares/Pellas       | Telefilme, piloto de la serie El joven Hércules                         |
| 1998 | El joven Hércules                          | Ares              | Serie de televisión (1998–1999)                                         |
| 1998 | Flatmates                                  |                   | Telefilme                                                               |
| 1998 | Hércules & Xena: la batalla del Olimpo     | Ares (voz)        | Película lanzada directamente en vídeo                                  |
| 1999 | Channelling Baby                           | Geoff             |                                                                         |
| 1999 | Lawless                                    | John Lawless      | Telefilme                                                               |
| 2000 | Lawless: Dead Evidence                     | John Lawless      | Telefilme                                                               |
| 2000 | Jubilee                                    | Max Seddon        |                                                                         |
| 2001 | The Meeting                                | Wallace Greenway  |                                                                         |
| 2001 | Lawless: Beyond Justice                    | John Lawless      | Telefilme                                                               |
| 2002 | Warriors of Virtue: The Return to Tao      | Dogon             |                                                                         |
| 2003 | Riverworld                                 | Valdemar          | Telefilme, piloto de una serie que no se llegó a producir (voz doblada) |

### Apariciones como actor invitado
| Año  | Título                        | Papel          | Episodio             |
| ---- | ----------------------------- | -------------- | -------------------- |
| 1996 | Naked: Stories of Men         | Ted            | 1.2 Fisherman's Wake |
| 1996 | City Life                     | Damon South    | 1.1                  |
| 1996 | City Life                     | Damon South    | 1.2                  |
| 1997 | Wildside                      | Lenny Maddox   | 1.2                  |
| 1998 | F/X: The Series               | Ricky Delacruz | 2.13 Vigilantes      |
| 1998 | Wildside                      | Lenny Maddox   | 1.34                 |
| 1999 | Wildside                      | Lenny Maddox   | 2.9                  |
| 1999 | Wildside                      | Lenny Maddox   | 2.10                 |
| 2000 | Guess Who's Coming to Dinner? | Él mismo       | 3.4                  |